# Colonia Libertad
Colonia Libertad is een plaats in het Argentijnse bestuurlijke gebied Monte Caseros in de provincie Corrientes. De plaats telt 1.438 inwoners.